# モルゲン
モルゲン（Morgen）は、かつてドイツ・オランダ・ポーランド、およびオランダの統治下における南アフリカ・台湾で使用されていた面積の単位である。その広さは地域により様々で、0.2ヘクタールから1ヘクタールの幅があった。また、プロイセン・バルカン半島・ノルウェー・デンマークでも使用されており、その大きさは約0.27ヘクタールであった。
Morgenとはドイツ語およびオランダ語で「朝」を意味する言葉である。1頭の農耕牛が午前中に耕すことのできる面積として定義されたことに由来するもので、この由来はヤード・ポンド法のエーカーに似ている。"Morgen"は通常、"Tagwerk"（丸一日で耕すことのできる面積。英語に直訳すると"day work"）の60 - 70%とされた。
1869年、北ドイツ連邦は1モルゲンを0.25ヘクタール（2500平方メートル）に固定したが、現在では多くの農地で1ヘクタールを1モルゲンとしている。モルゲンの下の単位に、ヤード・ポンド法のロッドに相当するルート(rute)があったが、長さ5メートルと規定されたメートル法化ルートは普及しなかった。
台湾では、モルゲンに由来する甲という単位が現在でも使用されている。1甲は2934坪である。

## ドイツ
下表は、ドイツの各地で使用されていたモルゲン（および、それに類する単位）の大きさである。モルゲンの大きさは、肥沃な土地や平野の広がる土地、すなわち耕作のしやすい地域では大幅に大きくなる傾向があった。モルゲンの下の単位は、ヤード・ポンド法の平方ロッドに相当するQuadratruteであった。
| 地域（時期）                            | 単位名称               | m²        | 本来の定義(QR = Quadratrute) |
| --------------------------------------- | ---------------------- | --------- | ---------------------------- |
| メートル法化モルゲン                    | Viertelhektar = vha    | 2,500     | (100 QR)                     |
| ホンブルク                              |                        | 1,906     | 160 QR                       |
| フランケン                              |                        | 2,000     |                              |
| フランクフルト                          | Feldmorgen             | 2,025     | 160 QFeldR                   |
| オルデンブルク                          |                        | 2,256     |                              |
| カッセル                                | Acker                  | 2,386     | 150 QR                       |
| プロイセン (1816–1869)                  | Magdeburger Morgen     | 2,553.22  | 180 QR                       |
| ヴァルデック＝ピルモント                | Magdeburger Morgen     | 2,553.22  | 180 QR                       |
| ブレーメン                              |                        | 2,572     | 120 QR                       |
| シャウムブルク                          |                        | 2,585     | 120 QR                       |
| ハノーファー (-1836)                    |                        | 2,608     | 120 QR                       |
| ハノーファー (1836-)                    |                        | 2,621     | 120 QR                       |
| ケルン ラインラント                     | Rheinländischer Morgen | 3,176     | 150 QR                       |
| ベルク                                  | Bergischer Morgen      | 2,132     | 120 QR                       |
| ヴュルテンベルク (1806–1871)            |                        | 3,152     | 384 QR                       |
| フランクフルト                          | Waldmorgen             | 3,256     | 160 QWaldR                   |
| ブラウンシュヴァイク                    | Waldmorgen             | 3,335     | 160 QR                       |
| バイエルン                              | Tagwerk                | 3,407     | 400 QR                       |
| バーデン                                |                        | 3,600     | 400 QR                       |
| オルデンブルク                          | Jück                   | 4,538     | 160 QR                       |
| ダンツィヒ                              |                        | ca. 5,000 | 300 QR                       |
| ホルシュタイン                          | Tonne (Tønde)          | 5,046     | 240 QGeestR                  |
| シュレースヴィヒ＝ホルシュタイン        | Steuertonne            | 5,466     | 260 QGeestR                  |
|                                         | Kulmischer Morgen      | 5,601.17  | 300 QR                       |
| 東フリースラント                        | Diemat (h)             | 5,674     |                              |
| メクレンブルク                          |                        | 6,500     | 300 QR                       |
| アルテス・ラント (Harburg & シュターデ) |                        | 8,185     |                              |
| ハンブルク                              |                        | 9,658     | 600 QGR                      |
| ケーディンゲン                          | Marschmorgen           | 10,477    |                              |
| アルテス・ラント                        |                        | 10,484    | 480 QR                       |
| Hadeln                                  |                        | 11,780    | 540 QR                       |

## 類義語
古代ローマには2頭の牛が午前中に耕す広さ、ユゲルムがある。